# 楽園迷宮PET
『楽園迷宮PET』（らくえんめいきゅうペット）はSPEED（スペースプロジェクト）から2000年6月2日に発売されたアダルトゲーム。

## あらすじ
2007年。コンピュータネットワークが人々の生活に深く受け入れられている日常。ネットワーク内の情報の回収・解析技術、通称『特2種』の資格を持つ南條怜は恋人の藤原清香からの依頼で1枚のCDメディアを受け取った。
それからというもの、複数の人物・組織の影が絶えず怜に付き纏う。
理由がそのメディアにあると感じた怜は、全ての謎を解くため、本土から遠く離れた日本最南端の島に建設された一大遊興都市PVFI(Parece Vela Float Island)に向かうが……。

## 登場人物
ボイスは女性キャラクターにのみ存在。
南條 怜（なんじょう れい）
本作の主人公。第2種特定電子通信機器管理解析事業者、通称・特2種と呼ばれる資格を持つコンピューターエンジニア。
藤原 清香（ふじわら さやか）
声 - 北条明日香
東京都総務局行政部指導課第2種コンピュータ事業連絡係の職員。特2種を扱う行政担当者の一人として、怜を指導する一方、仕事の斡旋を内密に行っている。また、怜とは身体の恋人でもある。
都築 未森（つづき みもり）
声 - 佐藤亜美
怜が住むアパート「未森荘」の大家の娘。明朗快活、誰にでも明るく接する性格だが、怜に対しては制裁の意味を込めて蹴りを加えることも。かよのとは10年来の親友。
篁 かよの（たかむら かよの）
声 - 海原エレナ
大企業・篁グループの重要なポストを占める父親を持つお嬢様。少々天然ボケ気味で、親友の未森とは正反対のおっとりした性格の持ち主。未森荘がある町内会のパソコン教室に通っているため、講師を務める怜とは顔見知りの関係である。見た目にもわかる巨乳を「太っている」と勘違いし、コンプレックスに思っている。
有村 真琴（ありむら まこと）
声 - 須本彩奈
沖ノ鳥島PVFIで行われるイベントに来たモデルの女性。ボーイッシュな風体とはっきりした明るい性格でタレントとしても人気を集める。一人称は「ボク」。実は怜の乳兄弟で、血縁関係はないものの従姉妹にあたる。
桜庭 薫（さくらば かおる）
声 - 北都南
有村真琴と同じプロダクションに所属する売れっ子アイドル。甘ったるい口調と俗に言うチャイドルのような幼くかわいらしい容姿で、特定の層に絶大な人気を誇る。真琴のことを「お姉様」と呼び慕う。
桐生 環（きりゅう たまき）
声 - 北都南
清香を通して怜に仕事を依頼してきた女性。線が細く、便りなさげな雰囲気を漂わせるが、酒が入ると豹変する。
城島 充（じょうしま みちる）
通称、「ジョー」。清香の大学時代からの友人で、信頼できる仕事仲間。本人曰く“探偵業のような仕事”をしている。関西弁で話すが、実際の出身は東京都杉並区である。
南條 凪（なんじょう なぎ）
情報機関「サイファーズ」を率いる怜の父親。不動産会社を妻に任せ、自身は芳賀浩の私設秘書をしている。怜は幼い頃から叔母夫婦に育てられたため、実の息子でありながら凪を嫌っている。
J/B（じぇいびー）
怜の部屋を襲ったとされる謎の人物。アフリカ系の大柄な男。
一橋 遼（ひとつばし りょう）
通産省から派遣された査閲官。沖ノ鳥島に上陸した怜たちに幾度となく関わってくる。

## スタッフ
- プロデューサー - KITA-P/トータスKEN
- 制作統括 - 世田谷無宿P
- 企画・シナリオ - 御倉たな
- 原画 - どどいつ
- メインプログラム - とみぃ
- シナリオプログラム - 御倉たな
- CG彩色 - 北森還/伊藤爆雲堂/藤井梓馬/馬敗松集
- パッケージ彩色 - 北森還
- チップ・CG効果 - 伊藤爆雲堂
- 背景 - 湖山真奈美
- 音楽 - せんたろ
- 効果音 - せんたろ/PVR÷本田
- 音声編集 - PVR÷本田
- 音声ドライバ - 宮本正城/柴田泉
- 録音技術 - Kana Sato（ページワン）
- 音声プラン - 岩田吉史（キューブ）
- 企画・制作 - (有)すたじお実験室
- 発売元・販売元 - SPEED

## 主題歌
エンディングテーマ「Transistor Love」
- 作曲 - せんたろ（柴田泉）
- 作詞 - 御倉たな
- 歌 - 和泉守絵